# Гольцмінден (район)
Гольцмінден (нім. Holzminden) — район у Німеччині, у складі федеральної землі Нижня Саксонія. Адміністративний центр — місто Гольцмінден.

## Населення
Населення району становить 69 862 осіб (станом на 31 грудня 2021).

## Адміністративний поділ
Район складається з районного центру, однієї самостійної громади (нім. Einheitsgemeinde), а також 3 міст і 27 громад, об'єднаних у 4 об'єднання громад (нім. Samtgemeinden).
Дані про населення наведені станом на 31 грудня 2021.
Самостійні громади:
1. Гольцмінден (місто) (19745)
2. Деллігзен (7681)

| Об'єднання громад: Зірочками (*) позначені центри об'єднань громад. - 1. Беферн (5741) 1. Беферн * (3780) 2. Голенберг (407) 3. Гольмбах (887) 4. Негенборн (667) - 2. Боденвердер-Полле (14692) 1. Боденвердер (місто) * (5548) 2. Бреферде (575) 3. Гаєн (451) 4. Гайнзен (749) 5. Галле (1483) 6. Гелен (1832) 7. Кірхбрак (962) 8. Оттенштайн (1157) 9. Пегесторф (387) 10. Полле (1144) 11. Фальбрух (404) - 3. Боффцен (6582) 1. Боффцен * (2632) 2. Деренталь (576) 3. Лауенферде (2343) 4. Фюрстенберг (1031) - 4. Ешерсгаузен-Штадтольдендорф (15421) 1. Аймен (827) 2. Аргольцен (394) 3. Вангельнштедт (573) 4. Гайнаде (854) 5. Гольцен (511) 6. Дензен (1346) 7. Дільміссен (771) 8. Ешерсгаузен (місто) (3488) 9. Ленне (652) 10. Люердіссен (392) 11. Штадтольдендорф (місто) * (5613) |